# Filippo Benizi
Filippo Benizi o Benizzi (Florència, 15 d'agost de 1233 - Todi, 22 d'agost de 1285) fou un religiós toscà, prevere i frare i superior general de l'Orde dels Servents de Maria. És venerat com a sant per l'Església Catòlica Romana.

## Biografia
Va néixer a una família noble del barri florentí d'Oltrarno, fill de Giacomo Benizi i Albaverde Frescobaldi. Va estudiar filosofia i medicina a la Universitat de París i la de Pàdua, on es doctorà el 1253. El 1254 va ingressar com a frare laic a l'Orde dels Servents de Maria al convent de Monte Senario, on va prendre després els vots. S'ordenà sacerdot a Siena el 1258.
Aviat assumí diversos càrrecs de responsabilitat a l'orde, dirigint-ne alguns convents. El 5 de juny de 1267 fou elegit prior general dels servites i en reformà els estatuts, convertint l'institut en orde mendicant. Va col·laborar amb Giuliana Falconieri en la fundació del Tercer Orde Femení de les Oblates Servites o Conservatori de les Mantellate, del qual nasqué la branca femenina de l'orde, les Serventes de Maria. Sota la seva direcció, l'orde es va estendre per tot Itàlia i Regne de França.
El 1269, durant el conclave de Viterbo que havia d'elegir el successor de Climent IV, el seu nom va circular com a probable papa: Felip, considerant-se'n indigne, va fugir i es refugià a una cova (anomenada avui Grotta di San Filippo Benizi) a Bagni San Filippo, al Mont Amiata. El 1274 intervingué al Segon Concili de Lió que, seguint les directrius del Concili IV del Laterà, prohibia la fundació de nous ordes religiosos i suprimia els ordes mendicants que encara no havia aprovat la Santa Seu. La insistència de Benizi va fer que, finalment, el papa Joan XXI restablís l'orde dels servites.
Martí IV el va encarregar de predicar en algunes ciutats italianes per acabar amb els conflictes entre güelfs i gibel·lins. El cap d'una de les faccions de Forlì, Pellegrino Laziosi, fou convertit per Benizi i entrà a l'orde servita, esdevenint després un frare modèlic i canonitzat. Va morir el 22 d'agost de 1285 al convent servita de San Marco de Todi.

## Veneració
La seva despulla fou exhumada el 10 de juny de 1317 i traslladada a l'església de Santa Maria delle Grazie de Todi, on encara es venera. El culte a Felip Benizi va començar poc després de la seva mort: fou aprovat com a beat per Lleó X en 1516; Climent X el va canonitzar el 12 d'abril de 1671, essent el primer servita a ser canonitzat. La seva festivitat és el 22 d'agost, però els servites el celebren el 23 d'agost.

## Vegeu també

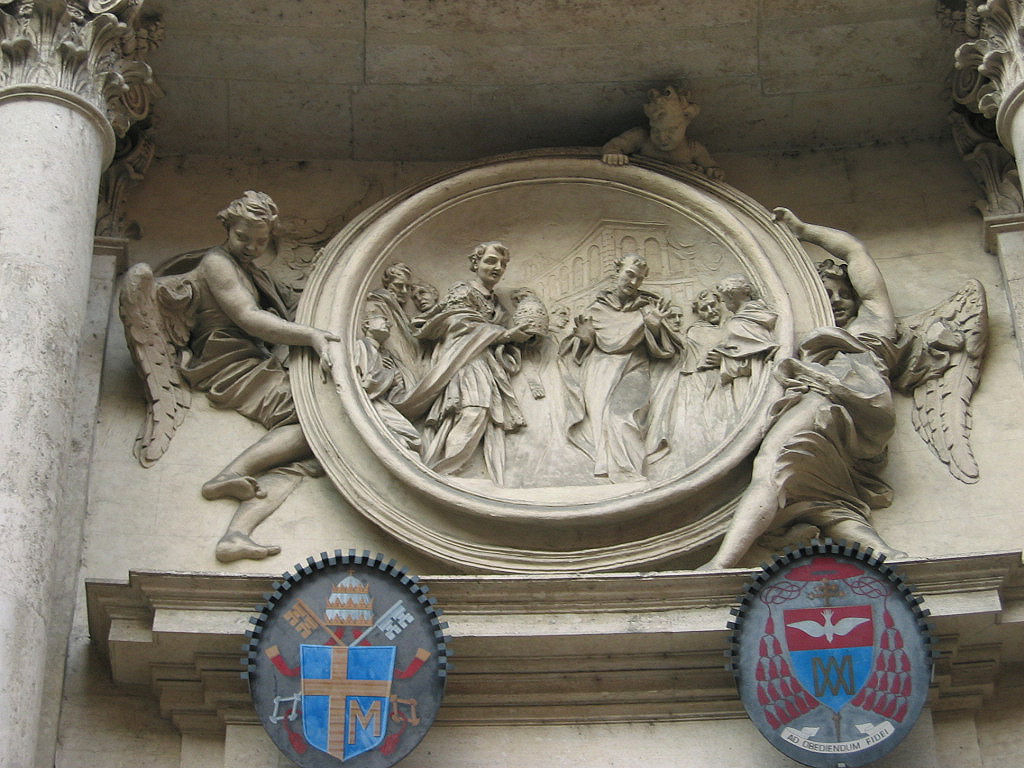
Benizi refusa la tiara papal (Roma, San Marcello al Corso)
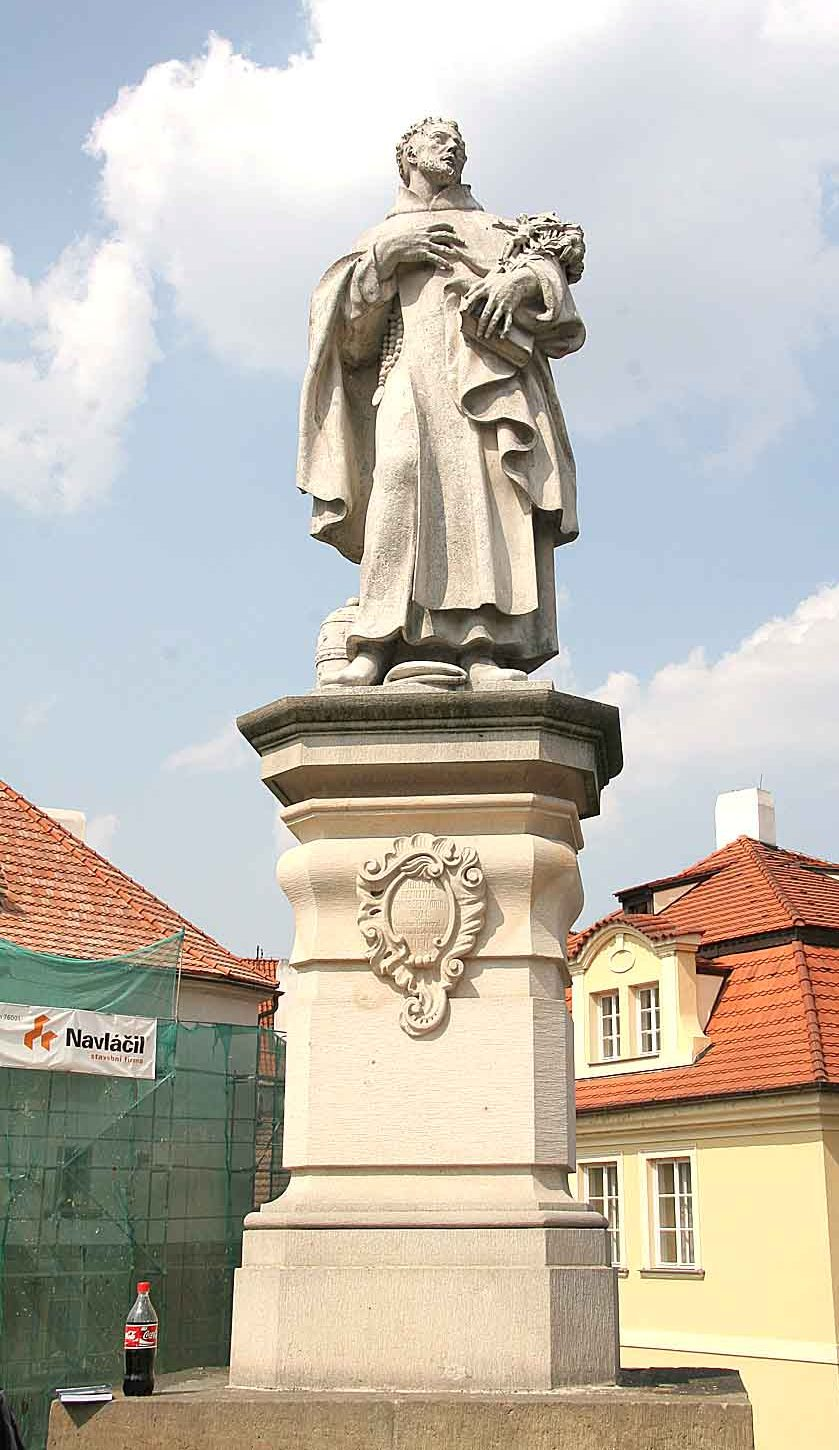
Estàtua al Pont de Carles de Praga, s. XVIII
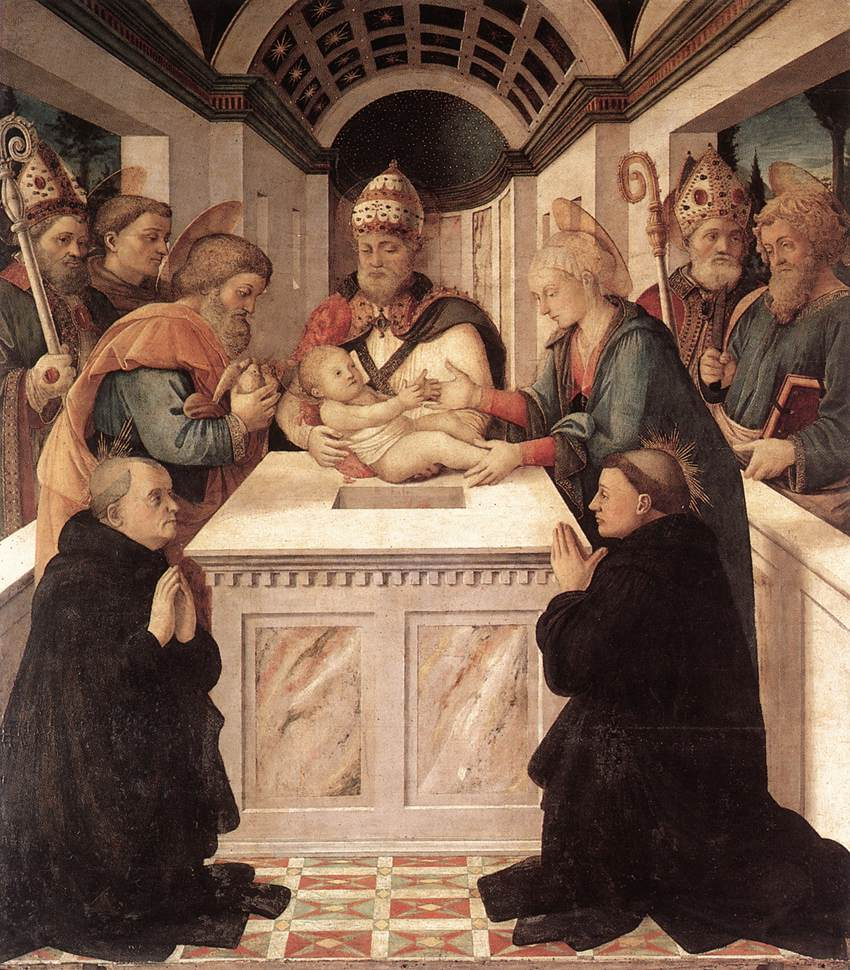
Presentació al temple de Filippo Lippi, amb Filippo Benizi a l'esquerra (Prato, S. Maria dei Servi)
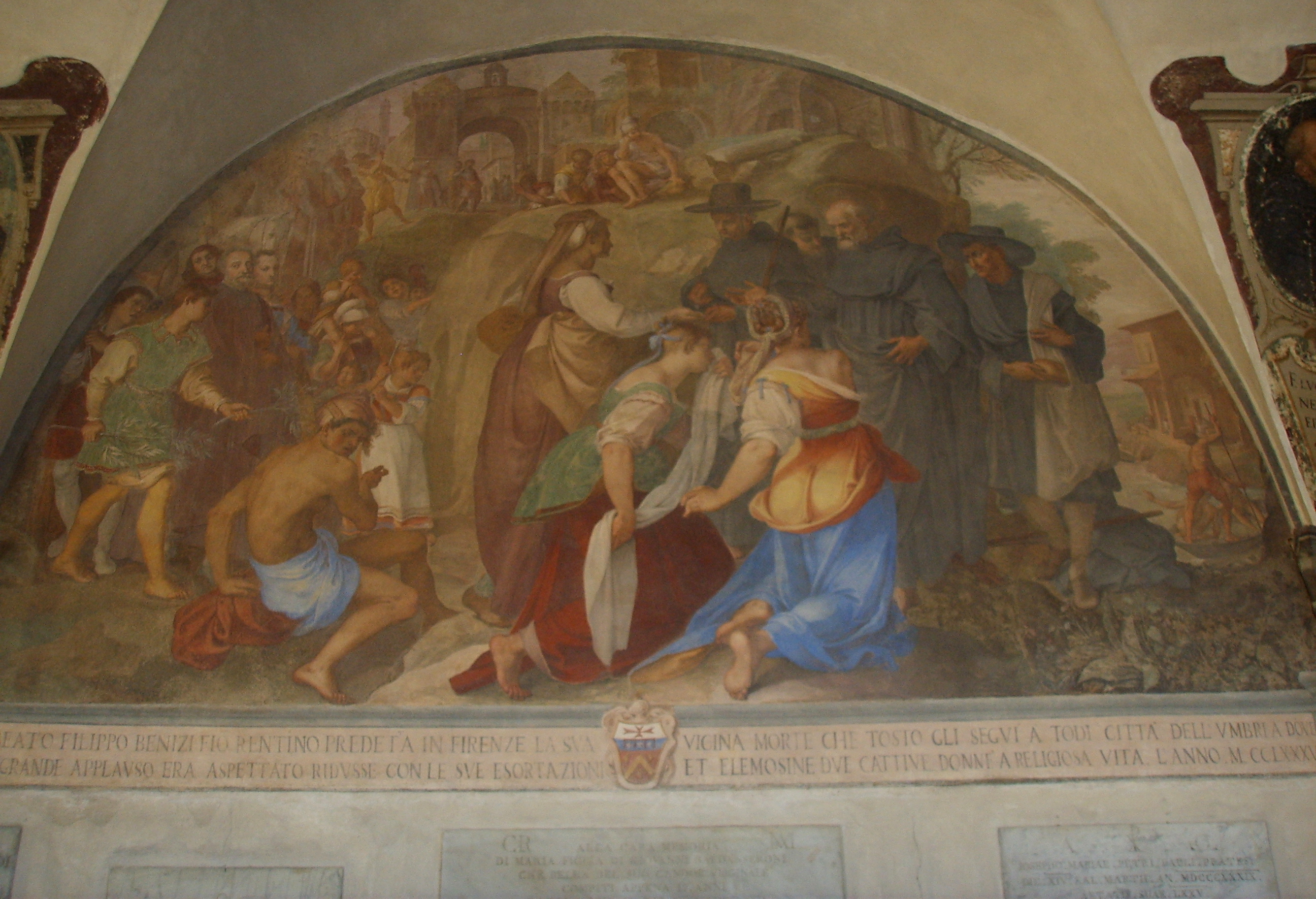
Felip convertint dues pecadores, per Bernardino Poccetti (Florència, Santissima Annunziata)